# GmailFS
GmailFS是一個虛擬檔案系統，由理查德·瓊斯開發，透過用戶的Gmail電郵帳號來作檔案儲存。GmailFS本身是為Linux系統而寫，並應用了其FUSE技術，但亦有人把這系統轉移到Microsoft Windows及Mac OS X上運行。
GmailFS的核心是一個以Python編寫的libgmail程式庫，作為FUSE與Gmail系統溝通的中介。整個GmailFS亦是以Python來創建。
GmailFS的速度主要受到用戶的互聯網連線速度限制，亦受到Gmail伺服器的存取速度而定。理論上，GmailFS裡的檔案存放可以是任何大小，但事實上由於受到Gmail郵件信箱的大小限制，GmailFS亦有其上限。檔案及目錄以郵件及附件的形式儲存在Gmail裡。

## 參看
- FUSE：Linux的虛擬檔案系統
- Gmail
- GMail Drive：一個在Windows上使用的近似系統。
- PhpGmailDrive

## 外部連結
- GmailFS official site
- FON Backup
- libgmail homepage （页面存档备份，存于）
- gDisk for Mac OS X （页面存档备份，存于）